# Marlin Jackson
Marlin Tyrell Jackson (Sharon, Pensilvânia, 30 de junho de 1983) é um ex jogador de futebol americano da National Football League (NFL) que atuava na posição de cornerback.

## Carreira

### High school
Marlin Jackson se formou na Sharon High School em  2001 e foi selecionado pelo USA Today como all-American team. Ele atuou tanto na defesa quanto no ataque conseguindo bons números onde passou. Alguns de seus números: 281 tackles sendo 19 deles atrás da linha de scrimmage, 3 sacks, 7 fumbles forçados, 3 fumbles recuperados e 18 interceptações, incluindo 4 delas retornadas para touchdown e mais 5 TDs correndo e 18 TDs recebidos.

### College Football
Jackson estudou na University of Michigan onde foi capitão do time, foi selecionado All-Big Ten e nomeado All-American pelo Michigan Wolverines ambos em 2003 e 2004.
Jackson terminou sua carreira na faculdade como o melhores em defesa contra o passe na história de Michigan. Durante seu segundo ano, os treinadores e quarterbacks adversários se preocuparam tanto com as habilidades de Jackson que passaram a lançar menos de 14% das bolas em sua direção..

### NFL

#### Indianapolis Colts
Marlin Jarckson foi selecionado na primeira rodada do draft de 2005 como o pick número 29 pelo Indianapolis Colts. Como Rookie(calouro) ele fez 52 tackles e 1 interceptação. Naquela temporada, Jackson começou apenas 1 jogo como titular mas atuou em 15 outros jogos sempre em situações de decidas longas. No seu segundo ano, já como titular absoluto, Marlin Jackson fez 82 tackles e mais 1 interceptação e ele até jogou na posição de safety quando Bob Sanders se machucou em um jogo. O melhor jogo da carreira foi numa partida contra o Houston Texans.
No 21 de janeiro de 2007, Jackson interceptou uma bola lançada pelo quarterback Tom Brady do New England Patriots faltando 18 segundos no final do ultimo periodo dando aos Colts o troféu da AFC Championship Game. No Super Bowl XLI contra o Chicago Bears, Jackson jogou como reserva e atuou pouco mas acabou por contribuir para a vitória.
Em 30 de outubro de 2008, Jackson machucou o joelho durante os treinamentos. Marlin teve de fazer uma cirurgia e acabou perdendo o restante da temporada de 2008. Segundo a Yahoo! Sports, em 25 de julho o jogador parecia estar fazendo progressos. Durante a temporada de 2009, Marlin Jackson voltou a sofrer com contusões e falta de rendimento o que lhe custaram a vaga de titular mesmo quando ele estava em sua melhor forma física.
Em 5 de março de 2010, Jackson foi declarado free agent depois de não despertar interesse dos Colts.

#### Philadelphia Eagles
Jackson assinou um contrato de dois anos com o Philadelphia Eagles em 10 de março de 2010. Ele deixaria de jogar como cornerback e passaria a atuar como free safety. Porém ele acabou sendo dispensado.

## Números e estatisticas
- Tackles: 284
- Sacks: 0,5
- Interceptação: 4
- Fumbles Forçados: 1